# اکبر ولایی
اکبر ولایی متولد شهریور ماه ۱۳۷۶ مرند آذربایجان شرقی بازیکن تیم‌های ملی رده‌های سنی تیم ملی والیبال مردان ایران قدرتی زن تیم شهرداری تبریز از افتخارات وی کسب قهرمانی جوانان آسیا ۲۰۱۴ با تیم ملی ایران و انتخاب به عنوان بهترین دریافت قدرتی این مسابقات است وی از بازیکنان آینده دار والیبال کشورمان است و از سال ۲۰۱۰ در اردوهای تیم‌های ملی پایه حضور دارد وی در قهرمانی جوانان ۲۰۱۵ جهان کاپیتان تیم ملی والیبال ایران بود. سال۲۰۱۷ در مسابقات کشورهایی اسلامی و دانشجویان جهان شرکت همراه نماینده ایران به مقام قهرمانی رسید.